# NGC 4428
NGC 4428 é uma galáxia espiral na direção da constelação de Virgo. O objeto foi descoberto pelo astrônomo John Herschel em 1828, usando um telescópio refletor com abertura de 18,7 polegadas. Devido a sua moderada magnitude aparente (+12,8), é visível apenas com telescópios amadores ou com equipamentos superiores. 